# III liga polska w piłce siatkowej mężczyzn (2017/2018)
III liga polska w piłce siatkowej mężczyzn 2017/2018 – rozgrywki czwartej w hierarchii po PLPS (PlusLidze), Krispol 1. Lidze i II lidze - klasy męskich ligowych rozgrywek siatkarskich w Polsce. Rywalizacja w niej toczy się systemem ligowym - o awans do II ligi, a za jej prowadzenie odpowiadają Wojewódzkie Związki Piłki Siatkowej. W niektórych województwach gra się rundy play-off. Najlepsze dwie drużyny każdego z województw miały prawo wystąpić w turniejach o awans do II ligi organizowanych przez Polski Związek Piłki Siatkowej - półfinałowych i finałowych. W każdym turnieju udział brały 4 drużyny, w półfinałowych 2 najlepsze z każdego z nich awansowały dalej, a w turnieju finałowym tylko najlepsza drużyna każdego z turniejów awansowała finalnie do II ligi. W niektórych województwach najsłabsze drużyny są relegowane do IV ligi, jeśli w danym województwie ona funkcjonuje.

## Turnieje półfinałowe[1]

### Rzgów
| miejsce | drużyna                            | mecze | punkty | sety | małe punkty |
| ------- | ---------------------------------- | ----- | ------ | ---- | ----------- |
| 1       | MKS Noteć Czarnków                 | 3     | 5      | 7:4  | 270:246     |
| 2       | LUMKS Kasztelan Rozprza            | 3     | 5      | 8:5  | 304:274     |
| 3       | LZS Orzeł Reklamowy Gadżet Osiecza | 3     | 5      | 7:6  | 291:295     |
| 4       | UKS Wiking Rymań                   | 3     | 3      | 2:9  | 220:270     |

     awans do turnieju finałowego

### Bydgoszcz
| miejsce | drużyna                         | mecze | punkty | sety | małe punkty |
| ------- | ------------------------------- | ----- | ------ | ---- | ----------- |
| 1       | UKS Kaniasiatka Gostyń          | 3     | 5      | 8:6  | 305:307     |
| 2       | FSKiP ECWBS Volley Bydgoszcz    | 3     | 5      | 7:6  | 291:289     |
| 3       | Wicher Kobyłka                  | 3     | 4      | 6:6  | 270:249     |
| 4       | UKS Olimpijczyk Pruszcz Gdański | 3     | 4      | 4:7  | 234:255     |

     awans do turnieju finałowego

### Białystok
| miejsce | drużyna              | mecze | punkty | sety | małe punkty | adnotacje                                 |
| ------- | -------------------- | ----- | ------ | ---- | ----------- | ----------------------------------------- |
| 1       | BESTIOS Białystok    | 3     | 5      | 8:3  | 256:218     |                                           |
| 2       | UKS MKS MDK Warszawa | 3     | 5      | 6:4  | 227:226     | rezygnacja z udziału w turnieju finałowym |
| 3       | KS Siatkarz Wieluń   | 3     | 5      | 6:5  | 236:233     |                                           |
| 4       | CSiR Pałac Kamieniec | 3     | 3      | 1:9  | 209:251     |                                           |

     awans do turnieju finałowego

### Wyszków
| miejsce | drużyna             | mecze | punkty | sety | małe punkty | adnotacje                                 |
| ------- | ------------------- | ----- | ------ | ---- | ----------- | ----------------------------------------- |
| 1       | KS Camper Wyszków   | 3     | 6      | 9:1  | 249:196     |                                           |
| 2       | ULKS MOSiR Sieradz  | 3     | 5      | 6:3  | 213:181     |                                           |
| 3       | KPS Gietrzwałd      | 3     | 4      | 3:6  | 191:202     | awans do turnieju finałowego decyzją PZPS |
| 4       | UKS Arka Wojsławice | 3     | 3      | 1:9  | 175:249     |                                           |

     awans do turnieju finałowego

### Staszów
| miejsce | drużyna                     | mecze | punkty | sety | małe punkty |
| ------- | --------------------------- | ----- | ------ | ---- | ----------- |
| 1       | PZL Sędziszów Małopolski    | 3     | 6      | 9:0  | 225:151     |
| 2       | MUKS Ogniwo Piwniczna Zdrój | 3     | 5      | 6:7  | 262:274     |
| 3       | Siatkarz Staszów            | 3     | 4      | 5:6  | 223:234     |
| 4       | LKS Cisy Nałęczów           | 3     | 3      | 2:9  | 206:257     |

     awans do turnieju finałowego

### Biała Podlaska
| miejsce | drużyna                 | mecze | punkty | sety | małe punkty |
| ------- | ----------------------- | ----- | ------ | ---- | ----------- |
| 1       | AZS AWF Biała Podlaska  | 3     | 6      | 9:1  | 240:220     |
| 2       | GKPS Gorlice            | 3     | 5      | 6:4  | 211:236     |
| 3       | UMKS Spartakus Adamówka | 3     | 4      | 5:6  | 266:287     |
| 4       | Hetman Włoszczowa       | 3     | 3      | 0:9  | 244:218     |

     awans do turnieju finałowego

### Krzepice
| miejsce | drużyna                  | mecze | punkty | sety | małe punkty |
| ------- | ------------------------ | ----- | ------ | ---- | ----------- |
| 1       | UKS Tygrysy Krzepice     | 3     | 6      | 9:2  | 268:230     |
| 2       | PKPS Siatkarz Bierutów   | 3     | 5      | 6:3  | 220:182     |
| 3       | MUKS Iskierka Tarnów     | 3     | 4      | 5:6  | 237:242     |
| 4       | TSPS Bomadek Trzebiechów | 3     | 3      | 0:9  | 154:225     |

     awans do turnieju finałowego

### Namysłów
| miejsce | drużyna                            | mecze | punkty | sety | małe punkty |
| ------- | ---------------------------------- | ----- | ------ | ---- | ----------- |
| 1       | MUKS Ziemia Milicka Milicz         | 3     | 6      | 9:2  | 264:221     |
| 2       | TS Faurecia Volley Jelcz Laskowice | 3     | 5      | 8:5  | 277:274     |
| 3       | KS AZS Rafako Racibórz             | 3     | 4      | 3:6  | 199:214     |
| 4       | NKS Start Namysłów                 | 3     | 3      | 2:9  | 215:246     |

     awans do turnieju finałowego

## Turnieje finałowe[2]

### Krzepice
| miejsce | drużyna                     | mecze | punkty | sety | małe punkty |
| ------- | --------------------------- | ----- | ------ | ---- | ----------- |
| 1       | LUMKS Kasztelan Rozprza     | 3     | 6      | 9:5  | 302:284     |
| 2       | Bestios Białystok           | 3     | 4      | 7:6  | 284:273     |
| 3       | UKS Tygrysy Krzepice        | 3     | 4      | 5:6  | 243:244     |
| 4       | MUKS Ogniwo Piwniczna Zdrój | 3     | 4      | 4:8  | 244:272     |

     - awans do II ligi

### Milicz
| miejsce | drużyna                      | mecze | punkty | sety | małe punkty |
| ------- | ---------------------------- | ----- | ------ | ---- | ----------- |
| 1       | MUKS Ziemia Milicka Milicz   | 3     | 6      | 9:1  | 254:199     |
| 2       | KS Camper Wyszków            | 3     | 5      | 6:3  | 209:194     |
| 3       | GKPS Gorlice                 | 3     | 4      | 3:6  | 200:195     |
| 4       | FSKiP ECWBS Volley Bydgoszcz | 3     | 3      | 1:9  | 176:251     |

     - awans do II ligi

### Sędziszów Małopolski
| miejsce | drużyna                  | mecze | punkty | sety | małe punkty | adnotacje          |
| ------- | ------------------------ | ----- | ------ | ---- | ----------- | ------------------ |
| 1       | PZL Sędziszów Małopolski | 3     | 6      | 9:3  | 280:244     |                    |
| 2       | PKPS Siatkarz Bierutów   | 3     | 5      | 6:4  | 229:197     |                    |
| 3       | KPS Gietrzwałd           | 3     | 4      | 6:8  | 289:308     |                    |
| 4       | MKS Noteć Czarnków       | 3     | 3      | 3:9  | 227:276     | awans decyzją PZPS |

     - awans do II ligi

### Gostyń
| miejsce | drużyna                            | mecze | punkty | sety | małe punkty |
| ------- | ---------------------------------- | ----- | ------ | ---- | ----------- |
| 1       | ULKS MOSiR Sieradz                 | 3     | 6      | 9:0  | 229:187     |
| 2       | AZS AWF Biała Podlaska             | 3     | 5      | 6:6  | 266:258     |
| 3       | TS Faurecia Volley Jelcz Laskowice | 3     | 4      | 4:8  | 245:273     |
| 4       | UKS Kaniasiatka Gostyń             | 3     | 3      | 4:9  | 264:286     |

     - awans do II ligi